# Górni herbu Junosza
Górni – polska rodzina szlachecka pieczętująca się herbem szlacheckim Junosza.

Herb Junosza

## Pochodzenie rodu
Ród Górnych herbu Junosza pochodzi ze wsi Górne (współcześnie Górno) w powiecie chęcińskim z województwa sandomierskiego. Początkowo był to ród reprezentujący szlachtę średnią, lecz z czasem wskutek wojen i zmian demograficznych znacząco zubożał. Następnie od I połowy XV wieku przedstawiciele rodu pojawili się na Lubelszczyźnie, gdzie byli dziedzicami wsi Rzeczyca Ziemiańska (dawniej Rzeczycza Koźmianowa) oraz części ziem w poszczególnych wsiach województwa lubelskiego m.in. Wysokie, Sobieszczany. Ród Górnych jest spowinowacony między innymi z rodami Sobieszczańskich herbu Rogala oraz Niezabitowskimi herbu Lubicz. Ród został wymieniony w publikacji Józefa Krzepela pt. „Rody ziemiańskie XV i XVI wieku : zestawione według dzielnic, w których były osiedlone”.

## Przedstawiciele rodu
- Jan Górny (młodszy) – dziedzic dóbr Wysokie w powiecie lubelskim w 1531 roku (Ks.poborowe)[4]
- Jan Górny (starszy) – zapisał żonie Elżbiecie 40 grzywien posagu i tyleż samo wiana (ZL IV 56)[5]
- Jakub Górny – właściciel 1/2 łana, szlachcic bez kmieci[5]
- Piotr Górny – właściciel wsi Rzeczycza Koźmianowa w latach 1443–1454[5]
- Andrzej Górny – posiadacz 1/4 łana we wsi Sobieszczany[5]
- o. Honorat Górny - prowincjał polski i przeor zakonu ojców augustianów w Lublinie w latach 1655-1664, duchowy przewodnik podczas szwedzkiej okupacji miasta oraz zasłużony zakonnik, twórca Bractwa Pocieszenia[6]